# Вараксін Володимир Єгорович

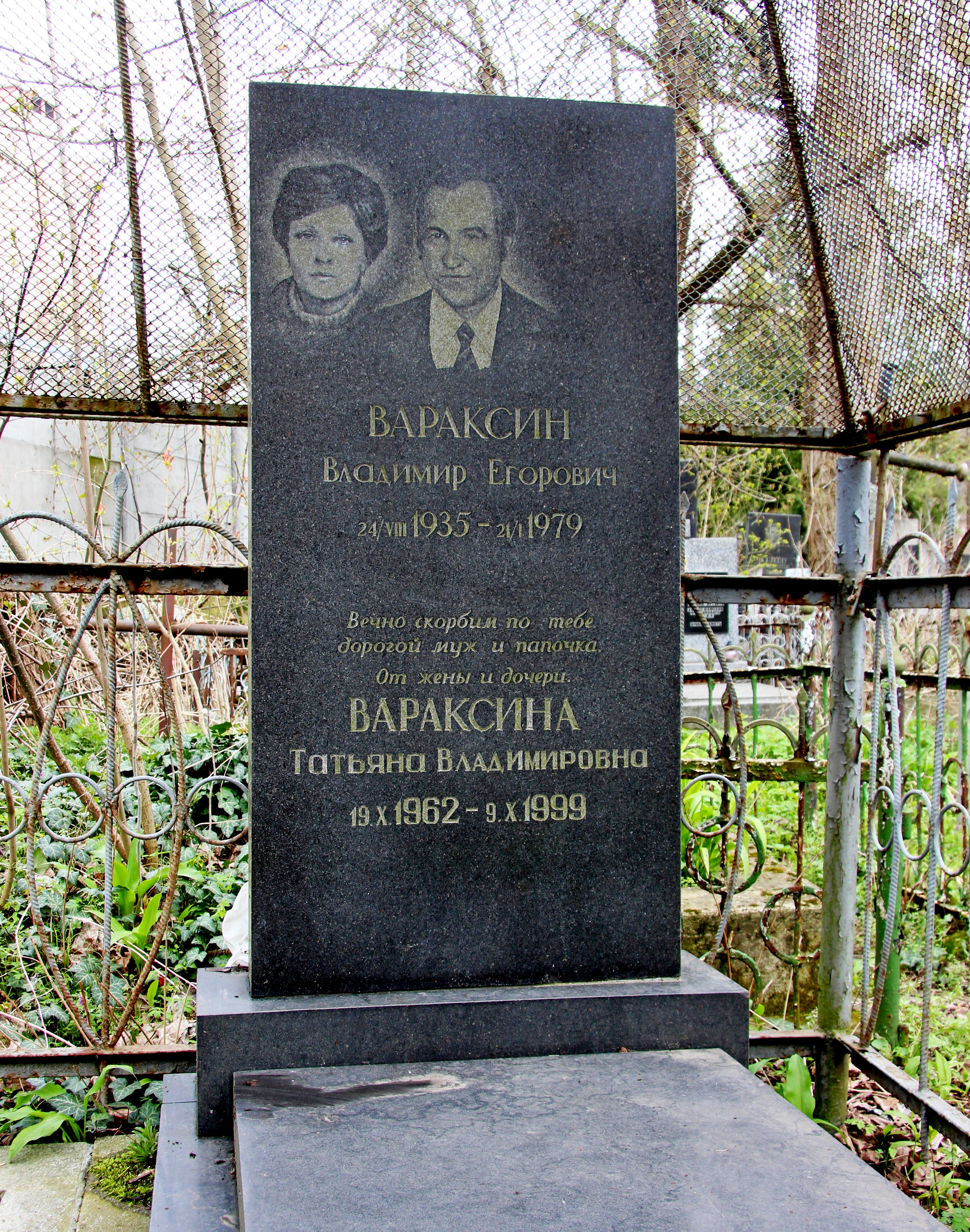

Володимир Єгорович Вараксін (нар. 14 серпня 1935, Москва — пом. 21 січня 1979, Львів) — радянський футболіст та тренер. Майстер спорту.

## Кар'єра гравця
Народився 24 серпня 1936 року в Москві. Кар'єру гравця розпочав у столичному «Торпедо», але був гравцем глибокого запасу. Про це свідчить той факт, що за три роки свого перебування у складі «торпедівців», за головну команду москвичів він зіграв усього два поєдинки: перший — в матчі Чемпіонату СРСР 1954 року, другий — того ж року в Кубку СРСР. В 1956 році перейшов до іншого російського клубу, але з Класу Б, «Торпедо» (Горький). У складі цих «торпедівців» в національному чемпіонаті відіграв 5 матчів і забив 2 голи.
Цього ж року гравець переїхав до дніпропетровського «Металурга», у складі команди відіграв 6 матчів та забив 1 гол.
У 1957 році переїхав до Львова, де розпочав виступати у складі місцевого ОСК. У складі львів'ян виступав у 1957—1961 роках, за цей час в чемпіонатах СРСР відіграв 125 матчів та забив 4 м'ячі, ще 7 матчів Володимир Вараксін у футболці львівської команди відіграв у кубку СРСР. У 1961 році грав також у складі львівського «Сільмаша». Завершив кар'єру футболіста в 1971 році у львівському «СКА».
Помер у Львові, похований на 28 полі Янівського цвинтаря.

## Кар'єра тренера
У 1971—1972 роках на посаді головного тренера працював у команді СК «Луцьк». Пізніше працював тренером у групі підготовки львівського «СКА».
Вихованцями Володимира Вараксіна були Степан Юрчишин, Олексій Швойницький, Ігор Польний, Андрій Федецький та інші.

## Вшанування пам'яті
Іменем Володимира Вараксіна названий найстарший дитячо-юнацький турнір з футболу, який розігрується з 1980 року і має свій перехідний кубок. Турнір пам'яті Володимира Вараксіна проходить на початку січня кожного року за підтримки Федерації футболу Львівської області, ФК «Карпати» та СДЮШОР «Карпати». Одними з багаторічних організаторів та спонсорів турніру також є вихованці групи підготовки львівського СКА: Микола Рогуцький, Василь Каспаревич та Володимир Єзерський.